# Salerano Canavese
Salerano Canavese és un comune (municipi) de la ciutat metropolitana de Torí, a la regió italiana del Piemont, situat a uns 45 quilòmetres al nord de Torí. A 1 de gener de 2019 la seva població era de 473 habitants.
Salerano Canavese limita amb els següents municipis: Ivrea, Fiorano Canavese, Banchette, Samone i Loranzè.